# غيوفري موجانغي بيا

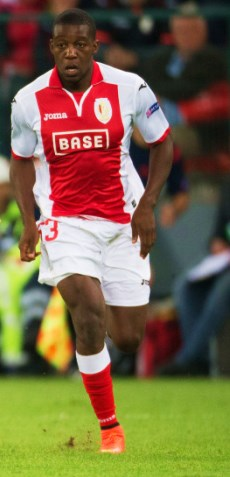

غيوفري موجانغي بيا (بالفرنسية: Geoffrey Mujangi Bia)‏ (مواليد 12 أغسطس 1989 في كينشاسا - زائير) لاعب كرة قدم بلجيكي يلعب حاليا لصالح نادي الدرجة الممتازة وولفرهامبتون واندررز الإنجليزي منذ 2010 في مركز الوسط المحوري .

## روابط خارجية
- غيوفري موجانغي بيا على موقع الاتحاد البلجيكي (الإنجليزية)
- غيوفري موجانغي بيا على موقع اتحاد تركيا (لاعب) (الإنجليزية)
- غيوفري موجانغي بيا على موقع قاعدة بيانات كرة القدم.إي يو (الإنجليزية)
- غيوفري موجانغي بيا على موقع ناشيونال فوتبول تيمز (الإنجليزية)
- غيوفري موجانغي بيا على موقع Soccerbase.com (لاعب) (الإنجليزية)
- غيوفري موجانغي بيا على موقع Soccerway.com (الإنجليزية)
- غيوفري موجانغي بيا على موقع عالم كرة القدم.نت (الإنجليزية)
- غيوفري موجانغي بيا على موقع كووورة